# Peru (hrabstwo Clinton)
Peru – jednostka osadnicza w Stanach Zjednoczonych, w stanie Nowy Jork, w hrabstwie Clinton.